# Arnold Toynbee
Arnold Toynbee [ˈtɔɪnbi]IPA (23. srpen 1852, Londýn – 9. březen 1883, Londýn) byl britský historik a politický ekonom, specializující se na oblast ekonomických dějin. Vystudoval politickou ekonomii na Oxfordské univerzitě. Proslul zavedením pojmu „průmyslová revoluce“ do anglosaského prostoru. Aplikováním historických metod do ekonomie se snažil prokázat, že neexistují žádné univerzální, vždy platné ekonomické zákony, jejich účinek dle něj odvisí vždy od širšího historického kontextu. Bojoval též za lepší podmínky pracující třídy, na jeho sociálně-reformní myšlenky navázalo tzv. settlement movement. Zemřel v třiceti letech. Často bývá zaměňován se svým synovcem, historikem Arnoldem Josephem Toynbeem.